# Запах думки
«Запах думки» (англ. The Odor of Thought) — науково-фантастичне оповідання Роберта Шеклі 1953 року, друкувалось у кількох виданнях (зокрема, Star Science Fiction Stories, 1953 та New Worlds Science Fiction, 1954), перш ніж увійшло в збірку Шеклі Пастка на людей 1968 року.
Надалі оповідання публікувалось у багатьох журналах і збірках автора. Воно перекладене нідерландською, німецькою, російською, французькою, шведською, японською мовами. Українською оповідання перекладали Р. Ткачук і О. Бершадська, твір включений в хрестоматію зарубіжної літератури для учнів 6 класів. 

## Сюжет
Лерой Кліві опиняється на далекій планеті після того, як вийшов з ладу його міжзоряний поштоліт. Дикі істоти, що населяють цей безлюдний світ, не мають звичних нам органів чуттів, проте взаємодіють між собою та цілеспрямовано атакують Кліві. Герой оповідання розуміє, що для виживання має швидко навчитися контролювати свої думки, адже саме на них реагують тварини. Чи вдасться це йому до прибуття рятувальників і яка його думка може стати рятівною?
Цей фантастичний твір знайомить читачів з такими концепціями, як: телепатія, самонавіювання, виживальництво, екологія екзопланет.
Попри те, що назву твору можна розглядати як оксиморон, насправді, науці відомі приклади зв'язку між психічними процесами та хімічними сигналами, за допомогою яких спілкуються представники багатьох видів комах та інших тварин.